# Elementary OS
elementary OS é uma distribuição de Linux baseada nos lançamentos do Ubuntu com suporte de longo prazo (LTS) e utiliza o ambiente de desktop Pantheon, que usa a linguagem de programação Vala. A sua interface de usuário visa ser intuitiva para novos usuários sem utilizar muitos recursos.

## História
O elementary OS inicialmente começou como um conjunto de temas e aplicativos projetados para o Ubuntu, que mais tarde se transformou em sua própria distribuição Linux. Sendo baseado no Ubuntu, é compatível com seus repositórios e pacotes e usava a loja de aplicativos do Ubuntu para lidar com a instalação/remoção de software.
É baseado nos lançamentos do Ubuntu com suporte de longo prazo (LTS), que seus desenvolvedores mantêm ativamente para corrigir bugs e lançar atualizações de segurança por anos, mesmo com o desenvolvimento continuando no próximo lançamento.
A fundadora do elementary OS, Danielle Foré, disse que o sistema não foi projetado para competir com projetos de código aberto existentes, mas para expandir seu alcance. O projeto também procura criar trabalhos de código aberto por meio de recompensas a desenvolvedores em tarefas específicas de desenvolvimento. A partir do lançamento de 2016, Loki, US$ 17.500 foram arrecadados em recompensas.

## Filosofia do design
O projeto do elementary OS tem como meta resolver um grande número de deficiências notadas em outras distribuições GNU/Linux, como:
- Melhor estética global com a racionalização da interface do usuário;
- Reduzir a dependência de software utilizando core apps escritos em C ou Vala;
- Diminuir a necessidade de uso do Terminal.

Apesar de não serem contrárias à filosofia GNU, essas escolhas deliberadas de design divergem o que a maioria das distribuições GNU/Linux optam: liberdade para criar e personalizar o seu próprio ambiente de desktop. As diretrizes de interface humana do projeto do elementary OS focam em uma boa usabilidade com uma gentil curva de aprendizado, ao invés da possibilidade completa de personalização do sistema. As três regras do núcleo estabelecidas pelos desenvolvedores para si mesmos foram "concisão", "prevenção de configurações" e "documentação mínima".
Desde o seu início, o elementary OS recebeu tanto elogios como críticas por conta do seu design, que lembra o do Mac OS X — tanto no design visual como na experiência do usuário.
Ele possui a sua própria shell chamada de Pantheon, que é dependente de outras aplicações do elementary OS, como o Dock (uma barra de tarefas), Web (o navegador web padrão) e o Code (um editor de texto simples). Esta distribuição usa o Gala como gerenciador de janelas, que por sua vez é baseado no Mutter.

## Software incluso
- Greeter: Gerenciador de sessões baseado no LightDM.
- Wingpanel: Um elegante painel superior.
- Slingshot: Menu de aplicativos localizado no painel superior
- Dock: iniciador de aplicativos e alternador de janelas.
- Configurações do Sistema: Aplicativo de configurações (ou Painel de Controle).
- Web: Navegador de internet também conhecido como GNOME Web.
- Correio: Cliente de e-mail escrito em Vala.
- Calendário: Aplicativo de Calendário.
- Música: Tocador de áudio.
- Vídeo: Tocador de vídeos e filmes.
- Code: Editor de texto e código simples.
- Terminal: Emulador do Terminal.
- Arquivos: Gerenciador de arquivos.
- Central de Aplicativos (AppCenter): Loja de aplicativos do elementary OS.

### Galeria

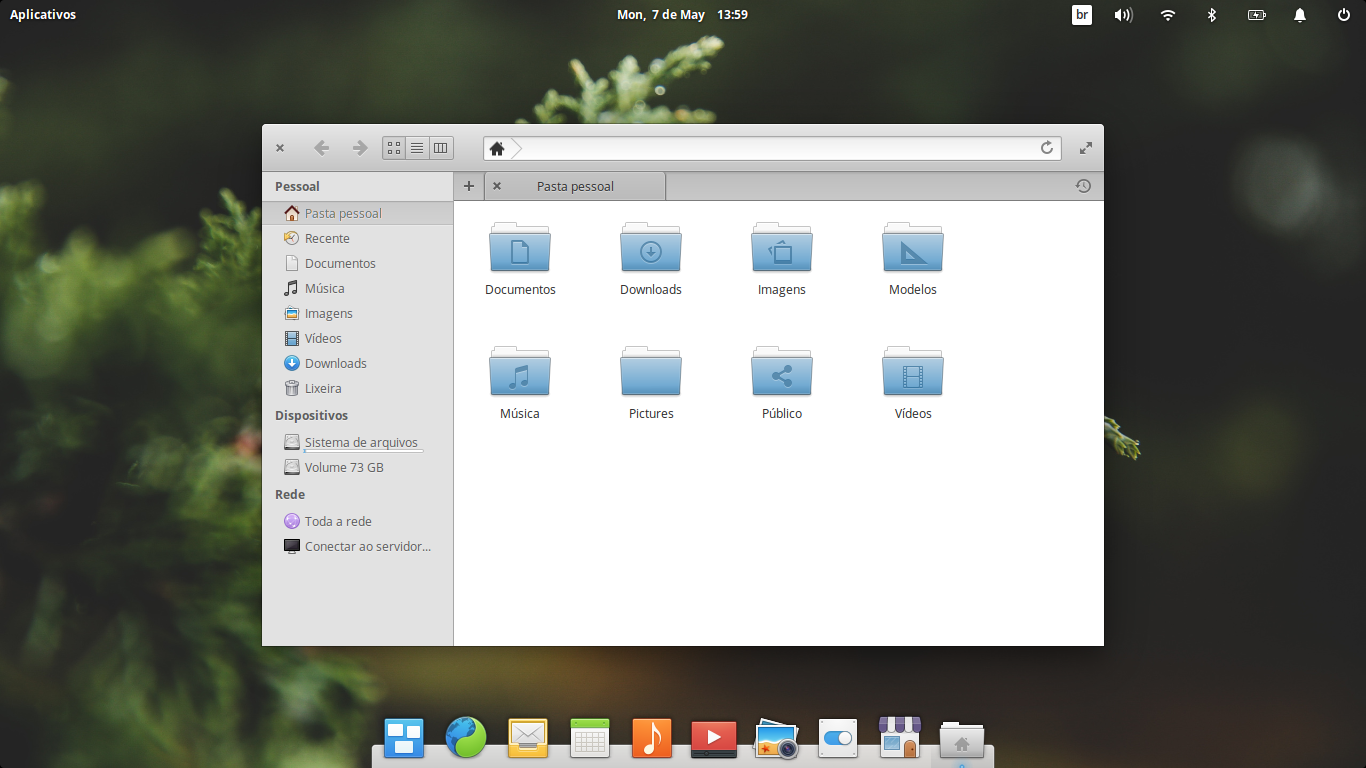
Gerenciador de arquivos do elementary OS 0.4.1.
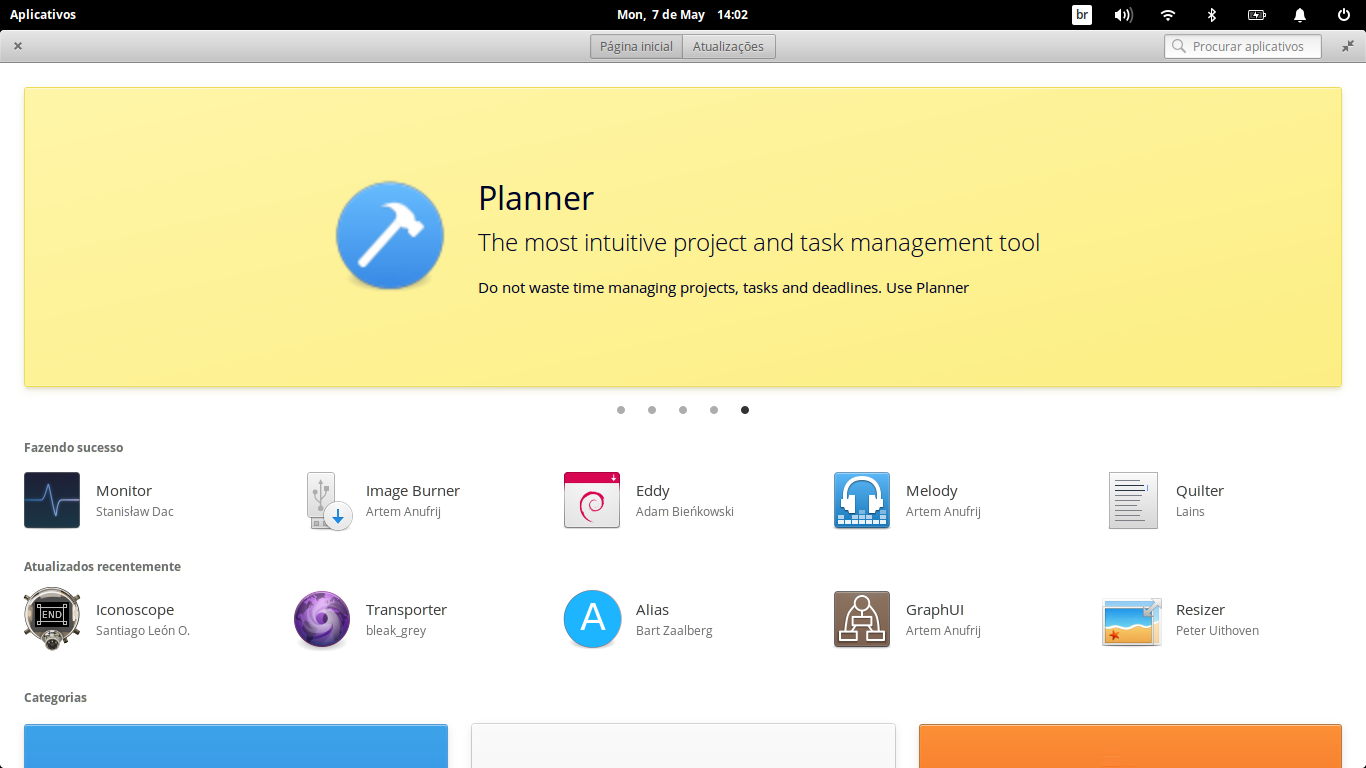
Loja de aplicativos do elementary OS 0.4.1.
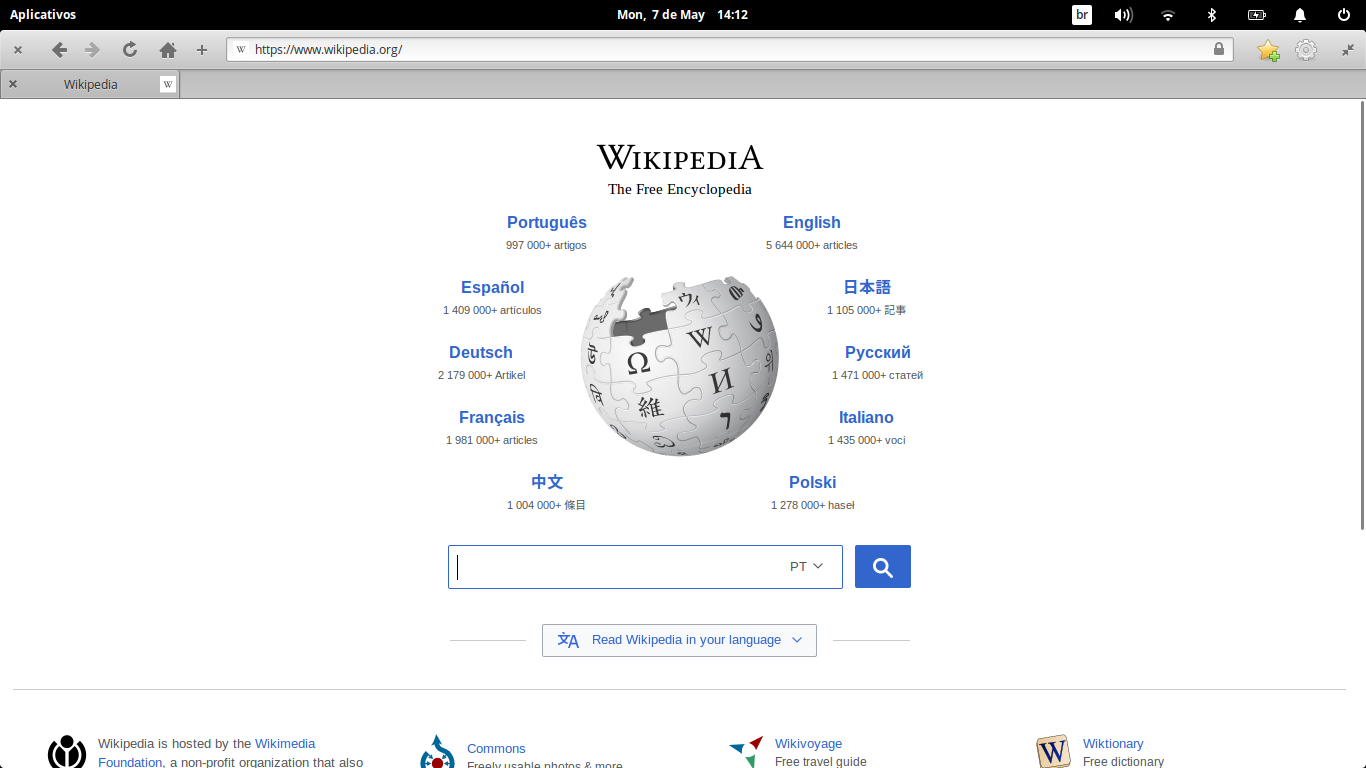
Navegador Epiphany no elementary OS 0.4.1.
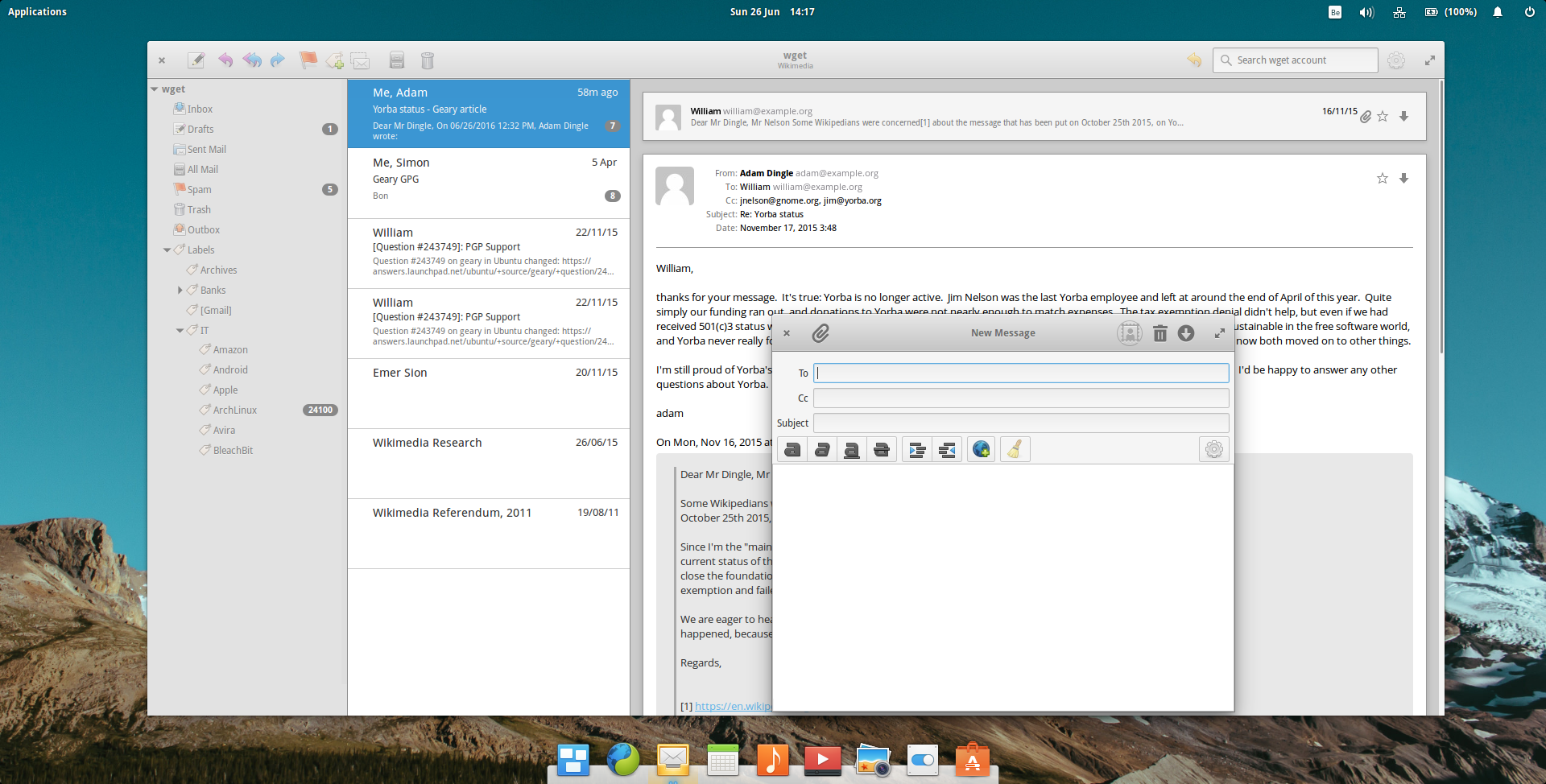
Cliente de email Geary 0.10 no elementary OS 0.3.2
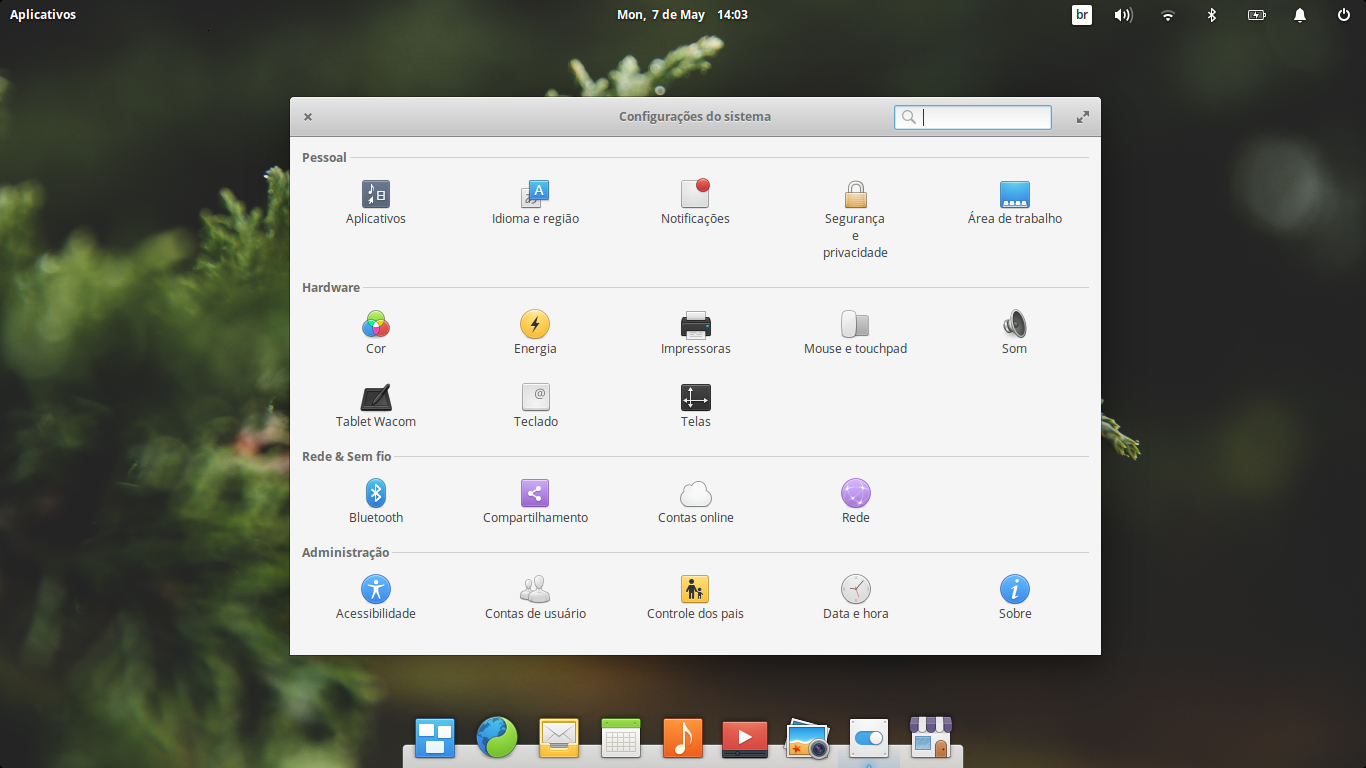
Configurações do sistema do elementary OS 0.4.1.
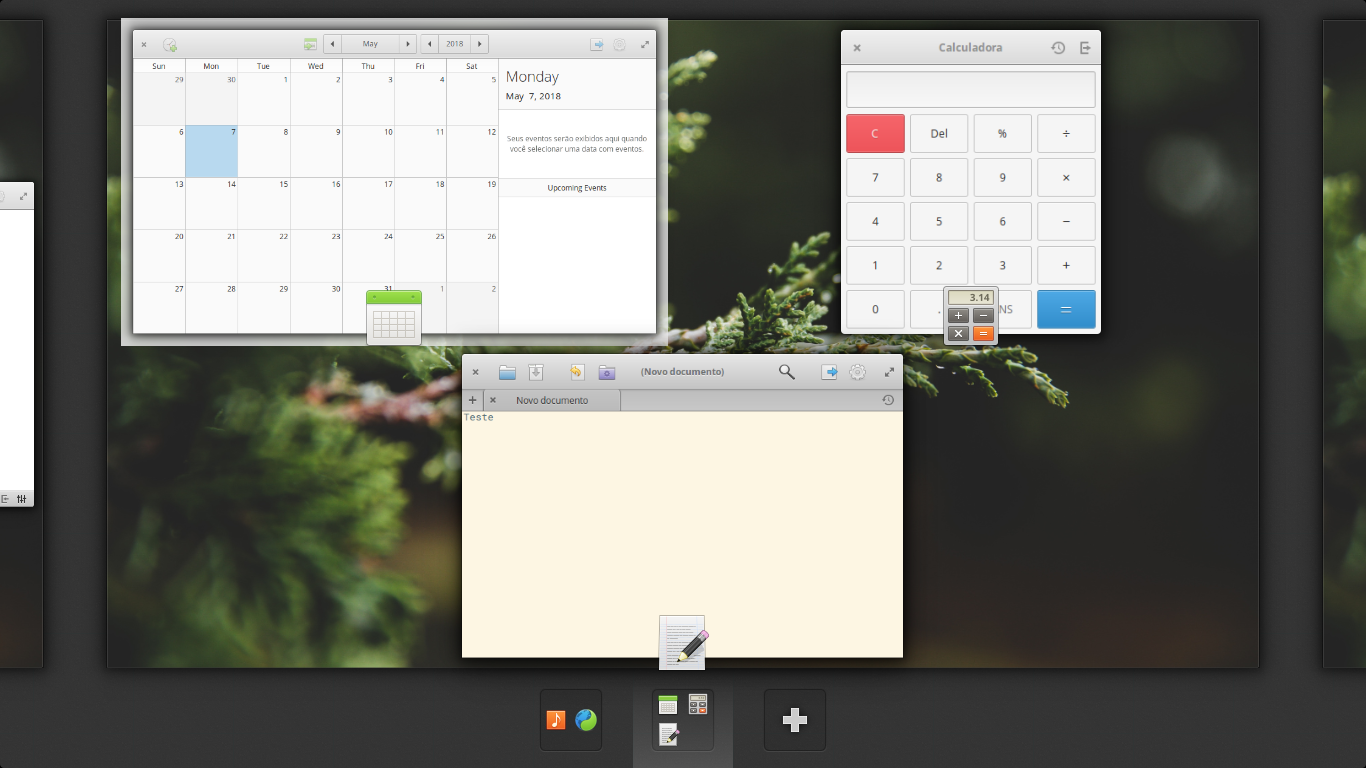
Visualizador de espaços de trabalho do elementary OS 0.4.1. mostrando calendário, calculadora e editor de texto.

## Versões

### 0.1 Jupiter

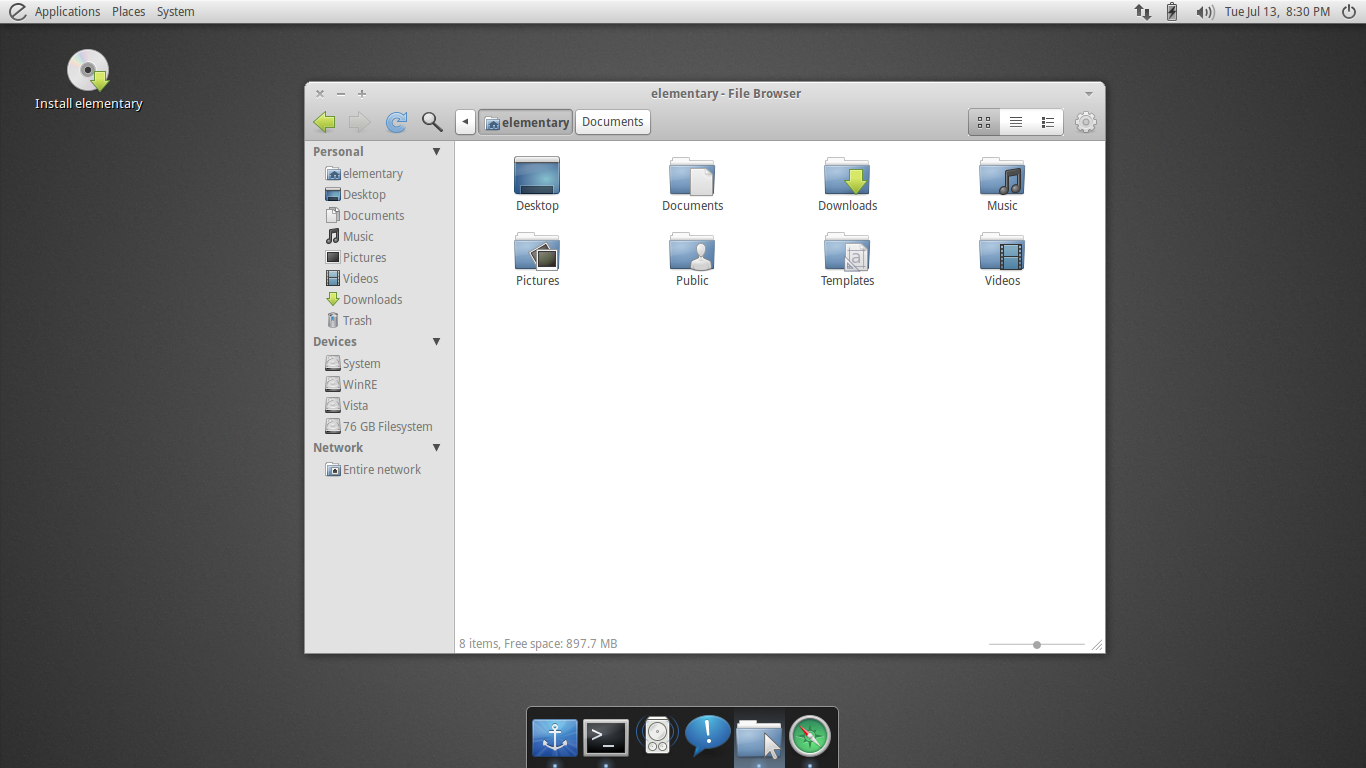
elementary OS 0.1.5 Developer Preview

A primeira versão estável do elementary OS foi a 0.1, que recebeu o nome de código Jupiter. Ela foi lançada em 31 de março de 2011 e foi baseada no Ubuntu 10.10. Desde outubro de 2012, não é mais suportada e não está mais disponível para download no website oficial do elementary OS, separando-o de uma capacidade histórica.

### 0.2 Luna
Em novembro de 2012, a primeira versão beta do elementary OS 0.2 Luna foi lançada, usando o Ubuntu 12.04 LTS como sua base. O segundo beta da versão foi lançado em 6 de maio de 2013, com mais de 300 correções de bugs e grandes mudanças como o aperfeiçoamento do suporte a múltiplas línguas, suporte a múltiplos monitores e atualização de vários aplicativos. Em 7 de agosto de 2013, um relógio de contagem regressiva apareceu no website do elementary OS, contando até a data de 10 de agosto de 2013. A segunda versão estável do elementary OS, Luna, foi lançada no mesmo dia, juntamente com uma completa revisão e redesign do website do elementary OS.

### 0.3 Freya

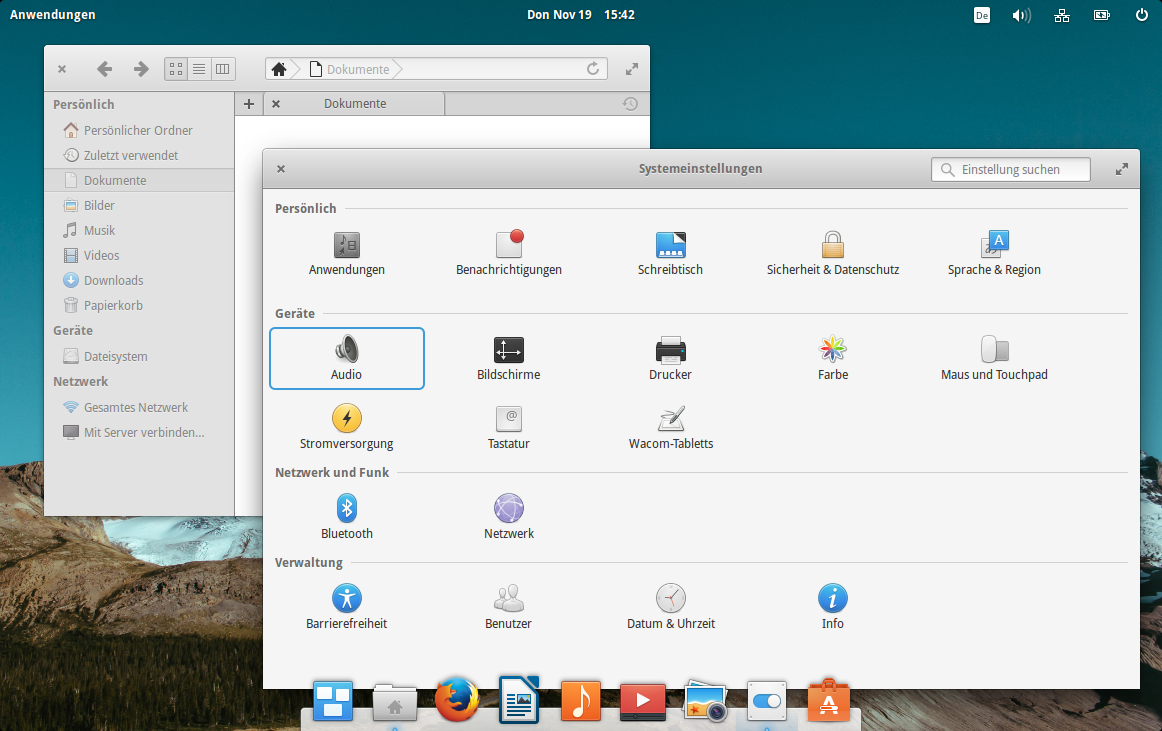
elementary OS 0.3 "Freya"

O nome da terceira versão estável do elementary OS, Isis, foi proposto em agosto de 2013 por Danielle Foré, líder do projeto. Mais adiante, o nome foi mudado para Freya para evitar a associação com o grupo terrorista ISIS. É baseado no Ubuntu 14.04 LTS, que foi lançado em abril de 2014. O primeiro beta do Freya foi lançado em 11 de agosto de 2014. O segundo beta do Freya foi lançado em 8 de fevereiro de 2015. A versão final foi lançada em 11 de abril de 2015, após a aparição de um relógio de contagem regressiva 8 dias antes de seu lançamento.
Freya foi baixado 1,2 milhão de vezes. Em consonância com a intenção de expandir o alcance do software de código aberto, 73% dos downloads do Freya eram de sistemas operacionais de código fechado.
Em 2015, os desenvolvedores alteraram a página de download para um padrão de um valor monetário antes de fornecer um download HTTP direto para a versão estável atual. Apesar do fato de que o usuário ser capaz de fornecer qualquer quantia, ou nenhuma quantia, isso gerou uma controvérsia sobre como tais práticas normalmente não são percebidas como estando alinhadas com as filosofias de distribuição FOSS. A equipe do elementary OS defendeu a ação afirmando que "Cerca de 99,875% dos usuários baixam sem pagar", e que isso é necessário para garantir o desenvolvimento contínuo da distribuição. Em uma análise de todas as distribuições Linux, o Linux.com deu ao elementary OS seu superlativo "distro com a melhor aparência" no início de 2016. O revisor observou o histórico de design de seus desenvolvedores, a influência do Mac OS X e sua filosofia de priorizar regras de design restritas e aplicativos que seguem essas regras.

### 0.4 Loki

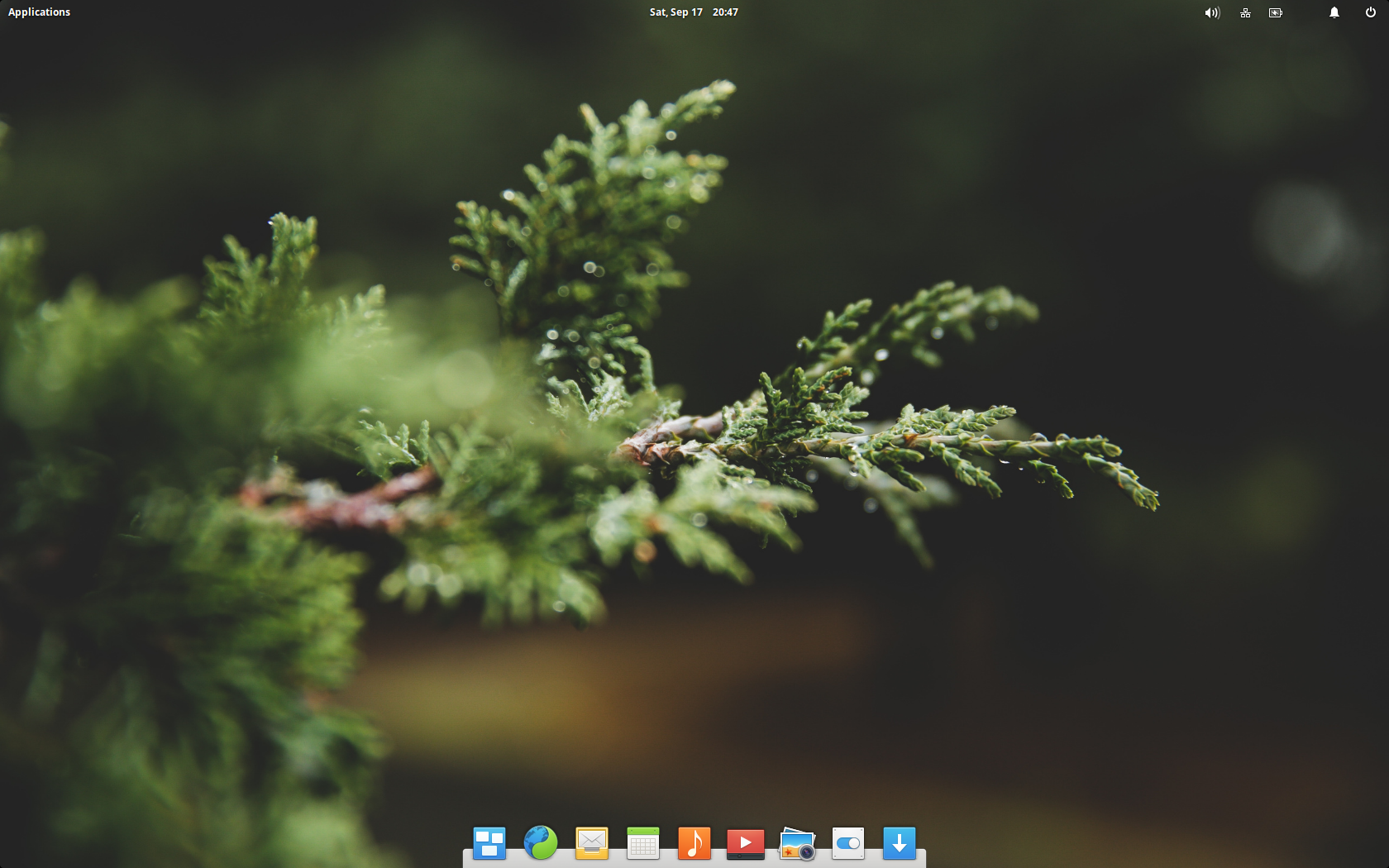
elementary OS 0.4 "Loki"

O elementary OS 0.4 atualmente tem como nome de código Loki.
Loki substituiu o navegador web Midori da Freya pelo Epiphany, um navegador WebKit2 com melhor desempenho. Quando Yorba, os desenvolvedores do aplicativo de email da Geary se dissolveram, o elementary OS bifurcou o Geary como "Mail" e adicionou novos recursos visuais e de integração. Em um novo recurso de calendário, os usuários podem descrever eventos em linguagem natural, que o programa de calendário interpreta e coloca nos campos adequados de hora e descrição ao criar eventos.
O elementary OS também criou sua própria loja de aplicativos que simplifica o processo de instalação e atualização de aplicativos. O fundador do projeto, Danielle Foré, chamou o AppCenter de o maior recurso no lançamento do Loki, e notou sua melhoria de velocidade em relação a outros métodos de instalação e benefícios de desenvolvimento interno para partir das ferramentas de atualização do Ubuntu. Os desenvolvedores do Loki receberam US $ 9.000 em prêmios durante o seu desenvolvimento - quase metade do total de captação de recursos do projeto.
Jack Wallen da Linux.com elogiou o Loki como um dos mais elegantes e melhor projetados desktops Linux. Ele descobriu que o navegador da Web e as alterações na loja de aplicativos foram melhorias significativas, e a reformulação do cliente de e-mail "um sopro de ar fresco muito necessário" em um campo estagnado. No geral, Wallen supôs que os usuários existentes apreciariam o polimento de Loki e que novos usuários o considerariam uma introdução perfeita ao sistema operacional. Bryan Lunduke, da Network World, elogiou o desempenho, usabilidade, polimento e fácil instalação do Loki, mas o considerou mais indicado para novos usuários de Linux do que para aqueles já estabelecidos.
Futuro suporte para aplicativos Snappy ou Flatpak é planejado.

### 5.0 Juno
Após o 0.4 Loki, o projeto adotou a numeração 5.0 em vez de "0.5", como seria esperado. Segundo os desenvolvedores, o projeto já possuía maturidade suficiente para largar o uso do zero antes da versão (elemento empregado tipicamente por software em estágio inicial de desenvolvimento.
Entre as novidades do Juno, destaca-se um novo modo noturno (filtro de luminosidade azul); tema escuro de aplicações; o editor de texto "Code", substituindo o antigo Scratch; a adição de um modo Picture-in-picture; painel superior adaptável ao papel de parede da área de trabalho e um gerenciador de impressoras otimizado. Também foram adicionadas várias ferramentas para facilitar o trabalho de desenvolvedores que queiram lançar aplicações para o sistema operacional. Segundo os criadores, os três objetivos da versão Juno são: "proporcionar uma experiência de usuário mais refinada", "melhorar a produtividade para usuários novos e experientes" e "elevar a plataforma de desenvolvedores para o próximo nível". 
A longo prazo, o sistema operacional pretende ter uma loja de aplicativos bastante diversa e completa, onde os usuários possam pagar quanto quiserem (inclusive "nada") para adquirir softwares. Não por acaso, as iniciativas da comunidade para a nova versão são justamente aprimorar o ambiente de desenvolvimento do elementary OS para atrair mais desenvolvedores. Infelizmente, porém, parte dos aplicativos desenvolvidos para a loja do elementary OS são pouco compatíveis com outras distros, por conta do funcionamento em conjunto dos módulos do Pantheon.

### 6.0 Odin
O elementary OS 6 trás grandes novidades, como suporte ao estilo visual escuro dos aplicativos nativos, todos os aplicativos da Central de Aplicativos agora são empacotados e distribuídos no formato Flatpak, suporte a multigestos do touchpad, melhorias nas notificações, atualizações de firmware integradas, o cliente de e-mail (Correio) foi todo reescrito, um novo instalador aprimorado, e muito mais.

### 6.1 Jólnir
Após o lançamento da versão 6.0, em agosto de 2021 vem o lançamento da versão 6.1 de codinome “Jólnir” que traz diversas melhorias.

### 7.0 Horus
O elementary OS 7.0 foi lançado em 31 de janeiro de 2023. A Central de Aplicativos agora tem opção de atualizações automáticas e atualizações offline. O aplicativo Música foi reescrito e ficou com uma interface mais simples, o Web (navegador de internet) agora tem suporte para criação aplicativos da internet, o Arquivos (gerenciador de arquivos) agora tem opção de abrir as pastas com dois cliques, novo gerenciamento de perfil de energia, redesenho dos ícones dos aplicativos e outras novidades.
Vale destacar que esta versão teve uma atenção especial na revisão de código antigo, trazendo melhor desempenho e redução de latências.

## Tabela de versões
| Versão | Codinome | Lançamento             | Base                       |
| ------ | -------- | ---------------------- | -------------------------- |
| 0.1    | Jupiter  | 31 de março de 2011    | Ubuntu 10.10               |
| 0.2    | Luna     | 10 de agosto de 2013   | Ubuntu 12.04 LTS           |
| 0.3    | Freya    | 11 de abril de 2015    | Ubuntu 14.04 LTS           |
| 0.3.1  | Freya    | 3 de setembro de 2015  | Ubuntu 14.04 LTS           |
| 0.4    | Loki     | 9 de setembro de 2016  | Ubuntu 16.04 LTS           |
| 0.4.1  | Loki     | 17 de maio de 2017     | Ubuntu 16.04.2 LTS         |
| 5.0    | Juno     | 16 de outubro de 2018  | Ubuntu 18.04 LTS           |
| 5.1    | Hera     | 3 de dezembro de 2019  | Ubuntu 18.04 LTS           |
| 6.0    | Odin     | 10 de agosto de 2021   | Ubuntu 20.04.2 LTS (focal) |
| 6.1    | Jólnir   | 20 de dezembro de 2021 | Ubuntu 20.04.3 LTS (focal) |
| 7.0    | Horus    | 31 de janeiro de 2023  | Ubuntu 22.04 LTS (jammy)   |

## Instalação
O elementary OS é distribuído gratuitamente (com uma contribuição financeira opcional à equipe de desenvolvimento) por Live CDs/Live USBs, o que permite aos usuários testarem o sistema sem a necessidade de instalá-lo no disco rígido. A partir do elementary OS 6, a equipe de desenvolvimento lançou um novo instalador designado para o sistema.

### Requisitos
Para instalar o elementary OS são recomendados:
| Requisito                   | Desktop                                   |
| --------------------------- | ----------------------------------------- |
| Processador                 | Intel i3 Dual-Core recente ou equivalente |
| Memória RAM                 | 4 GB                                      |
| Disco rígido (espaço livre) | 15 GB de disco SSD                        |
| Mídia                       | Pendrive com a mídia de instalação(ISO)   |